# Ліквація дендритна
Дендри́тна ліква́ція — неоднорідність хімічного складу дендритних кристалітів, яка виникає внаслідок дендритної кристалізації  сплавів.
Сплави (за винятком евтектичних) на відміну від чистих металів кристалізуються не за сталої температури, а в інтервалі температур. Оскільки домішки та легувальні елементи  переважно знижують температуру кристалізації, то дендритні осі, утворенням яких за вищих температур започатковується кристалізація, кристалізуються з чистішого металу. Зі зниженням температури кристалізації атоми домішок та легувальних елементів витісняються осями у міжосьові проміжки, де за нижчих температур завершується кристалізація.
Що ширший температурний інтервал кристалізації, то більша схильність сплаву до дендритної ліквації. Ліквація є небажаним явищем, оскільки створює неоднорідність властивостей виробів. Зокрема, дендритна ліквація спричиняє окрихчення зливків, великих виливків унаслідок скупчення шкідливих домішок у міжосьових проміжках, на границях дендритних кристалітів. Дендритну ліквацію можна зменшити чи усунути, проводячи гомогенізувальний відпал виробів.